# Santa Rita Coronado
Santa Rita Coronado är en ort i Mexiko.   Den ligger i kommunen Huixtla och delstaten Chiapas, i den sydöstra delen av landet, 900 km sydost om huvudstaden Mexico City. Santa Rita Coronado ligger 1 373 meter över havet och antalet invånare är 331.
Terrängen runt Santa Rita Coronado är kuperad åt nordost, men åt sydväst är den bergig. Santa Rita Coronado ligger uppe på en höjd. Runt Santa Rita Coronado är det ganska tätbefolkat, med 104 invånare per kvadratkilometer. Närmaste större samhälle är Huixtla, 8,7 km söder om Santa Rita Coronado. I omgivningarna runt Santa Rita Coronado växer i huvudsak städsegrön lövskog.